# آلاگزنه‌ای سرمه‌ای
آلاگزنه‌ای سرمه‌ای (نام علمی: Thamnomanes schistogynus) نام یک گونه از سرده بوته‌خواه‌ها است.